# Championnats d'Europe de triathlon 1994
Navigation
Édition précédente Édition suivante
Les championnats d'Europe de triathlon 1994 sont la dixième édition des championnats d'Europe de triathlon, une compétition internationale de triathlon sous l'égide de la fédération européenne de ce sport. L'épreuve est constituée de 1 500 mètres de natation, 40 kilomètres de vélo puis 10 kilomètres de course à pied.
Cette édition se tient dans la ville Allemande d'Eichstätt et elle est remportée par le Britannique Simon Lessing chez les hommes et par l'allemande Sonja Krolik chez les femmes.

## Palmarès

### Hommes
| Rang               | Triathlète           | Temps           |
| ------------------ | -------------------- | --------------- |
| Médaille d'or      | Simon Lessing        | 1 h 50 min 38 s |
| Médaille d'argent  | Ralf Eggert          | 1 h 52 min 33 s |
| Médaille de bronze | Rainer Müller-Hörner | 1 h 53 min 37 s |
| 5                  | Christoph Mauch      | 1 h 54 min 20 s |
| 5                  | Arnd Schomburg       | 1 h 54 min 40 s |
| 6                  | Dennis Looze         | 1 h 54 min 55 s |
| 7                  | Stéphane Sansorgne   | 1 h 54 min 59 s |
| 8                  | Sylvain Dafflon      | 1 h 55 min 12 s |
| 9                  | Rob Barel            | 1 h 55 min 21 s |
| 10                 | Normann Stadler      | 1 h 55 min 29 s |

### Femmes
| Rang               | Triathlète                 | Temps           |
| ------------------ | -------------------------- | --------------- |
| Médaille d'or      | Sonja Krolik               | 2 h 2 min 51 s  |
| Médaille d'argent  | Simone Westhoff            | 2 h 5 min 22 s  |
| Médaille de bronze | Isabelle Mouthon-Michellys | 2 h 5 min 58 s  |
| 4                  | Anette Pedersen            | 2 h 6 min 53 s  |
| 5                  | Ute Schäfer                | 2 h 7 min 55 s  |
| 6                  | Jeasnnine De Ruysscher     | 2 h 8 min 15 s  |
| 7                  | Simone Mortier             | 2 h 9 min 21 s  |
| 8                  | Mieke Suys                 | 2 h 9 min 49 s  |
| 9                  | Maria Malin                | 2 h 9 min 52 s  |
| 10                 | Suzanne Nielsen            | 2 h 10 min 18 s |